# Standard 12/15
Der Standard 12/15 war ein Pkw, den die Standard Motor Company in Coventry 1904 als Nachfolger des Modells 6 hp baute.
Wie sein Vorgänger war auch dieses Fahrzeug als viersitziger Tourenwagen verfügbar. Anstatt des liegenden Einzylindermotors war nun ein doppelt so großer Reihenzweizylindermotor mit 1926 cm³ Hubraum eingebaut. Vermutlich leistete die Maschine gemäß der Typbezeichnung ca. 15 bhp (11 kW).
Bereits im Folgejahr bot Standard die ersten Vier- und Sechszylinderwagen an, für die die Firma bekannt wurde.